# Glasmuren
|  | Denne artikel er oprettet af botten PalnaBot ud fra en ekstern database. Den kan derfor have sproglige fejl eller mangler. Denne skabelon kan fjernes efter kontrol af indholdet. |

Glasmuren er en kortfilm instrueret af Aage Rais-Nordentoft efter manuskript af Aage Rais-Nordentoft.

## Handling
Vi ser næsten lykkelige ud i solen, mens vi forbløder fra sår, vi ikke ved noget om. Tomas Tranströmer ord indleder denne mørke novellefilm om den sidste dag i en ung kvindes liv. Et stilsikkert psykologisk drama af den debuterende instruktør, der i 1996 fik meget ros for sin første spillefilm »Anton«.